# Francesc de Blanes
Francesc de Blanes fou bisbe de Girona. Roig i Jalpí cita que pertanyia a la família dels Blanes, senyors del Castell de Blanes. Fou Canceller del Rei Martí l'Humà, i després de la mort del bisbe i cardenal Berenguer d'Anglesola l'any 1408 fou creat bisbe a Perpinyà pel papa Benet XIII i prengué possessió del seu bisbat a 8 d'octubre d'aquell any i aquell mateix any fou promogut cap a l'església de Barcelona.